# مارک ال. لستر
مارک ال. لستر (انگلیسی: Mark L. Lester؛ زادهٔ ۲۶ نوامبر ۱۹۴۶) یک کارگردان، و تهیه‌کننده اهل ایالات متحده آمریکا است.

## آثار کارگردانی
- گرگ و میش (۱۹۷۱)
- فولاد آرنا (۱۹۷۳)
- توقیف کامیون زنان (۱۹۷۴)
- جنون کاخ سفید (۱۹۷۵)
- بابی جو و قانون‌شکن (۱۹۷۶)
- کار نمایشی (۱۹۷۷)
- طلای زنان آمازون (۱۹۷۸)
- اسکوتر بوگی (۱۹۷۹)
- کلاس ۱۹۸۴ (۱۹۸۲)
- آتش‌افروز (۱۹۸۴)
- کماندو (۱۹۸۵)
- مسلح و خطرناک (۱۹۸۶)
- کلاس ۱۹۹۹ (۱۹۹۰)
- مبارزه نهایی در توکیوی کوچک (۱۹۹۱)
- عدالت شدید (۱۹۹۳)
- شب مرد فراری (۱۹۹۵)
- دشمنان ملت (۱۹۹۶)
- اکس (فیلم ۱۹۹۷)
- واکنش دوگانه (۱۹۹۸)
- نقشه احمقانه (۱۹۹۸)
- بیس (۱۹۹۹)
- انهدام (۱۹۹۹)
- ضربه (۲۰۰۰)
- قربانی (۲۰۰۰)
- بیس ۲: به جرم اتهام (۲۰۰۰)
- بانوی قاتل (۲۰۰۳)
- ربودن کندی (۲۰۰۳)
- وایت راش (۲۰۰۳)
- پتروداکتیل (۲۰۰۵)
- پوزیدون رکس (۲۰۱۳) - آخرین کارگردانی
- حیوانات اجتماعی (۲۰۱۸) - فقط تهیه کننده